# Edray (Virginia Occidental)
Edray es un área no incorporada ubicada en el condado de Pocahontas (Virginia Occidental), Estados Unidos. Está clasificada como un asentamiento humano por el Sistema de Información de Nombres Geográficos.
Aparece registrada en U.S. Geological Survey con fecha de entrada del 27 de junio de 1980. El número de identificación asignado por el Sistema de Información de Nombres Geográficos es 1558358.

## Geografía
Se encuentra a una altitud de 735 m s. n. m. (2412 pies) según el Servicio Geológico de Estados Unidos.